# Samuel Duarte
Samuel Vital Duarte (Alagoa Nova, 10 de novembro de 1904 — Rio de Janeiro, 3 de dezembro de 1979), foi jurista, jornalista, escritor e político brasileiro. Filho de Joaquim Vital Duarte e Cosma Maria da Conceição.

## Carreira Estudantil e Profissional
Iniciou seus estudos em Alagoa Nova e logo sua inteligência despertou a atenção do diretor da escola, que informou ao padrinho do garoto, o padre Jerônimo César, vigário de Alagoa Nova, passando, este, a interessar-se pela educação de Samuel Duarte encaminhando-o à capital do estado João Pessoa, para estudar no Colégio Diocesano Pio X, em 1914. Mais tarde, ingressou no Seminário Arquidiocesano da Paraíba; sem vocação para o clero, deixa o Seminário em 1921. Em 7 de setembro de 1931, bacharelou-se em Direito, pela Faculdade de Direito do Recife. Para conseguir se manter nos estudos durante esse período ele trabalhou como caixeiro de mercearia, vendedor de livraria, funcionário dos Correios e jornalista.
Nos estados da Paraíba e Pernambuco como jornalista, ele pode acompanhar com proximidade os fatos que culminaram com a Revolução de 1930, a ponto de chegar a cobrir a morte de João Pessoa no Recife como repórter do “Diário da Manhã”, pertencente aos irmãos Caio e Carlos de Lima Cavalcanti. E como consequência da Revolução de 30 que, em todos os Estados uma série de jovens como José Américo de Almeida e Samuel Vital Duarte conseguiram espaço político com a subida de Getúlio Vargas a presidência da república.
Em 1931 ele foi nomeado pelo então interventor Antenor de França Navarro diretor de “A União”, imprensa oficial do estado da Paraíba, onde ficou até outubro de 1934. Nesse mesmo período exerceu o cargo de professor de latim. De 1952 a 1962, Samuel foi correspondente do Diário Carioca, Correio da Manhã e Folha de S.Paulo, entre outros jornais de destaque nacional, tendo ao longo de sua vida sempre contribuído para os jornais da Paraíba e de Pernambuco.

## Carreira política
Com base no prestígio político que começou a angariar como intelectual, como jornalista, professor e especialmente como advogado militante, Samuel Vital Duarte entra para a política e é eleito deputado federal em 1934, tendo atuado entre 1935 e 1937 com expressiva atuação na câmara dos deputados. Com a implantação do estado novo em 1937 por determinação de Getúlio Vargas, Samuel teve a sua ascendente carreira política foi abruptamente interrompida e reiniciada com a ascensão do seu amigo Rui Carneiro ao cargo de governador da Paraíba de 1940 a 1945, retornaria à política no cargo de Secretário Estadual de Interior e Justiça, pasta considerada a mais importante à época. Com a renúncia de Rui Carneiro para se candidatar novamente ao governo do estado por via direta, Samuel Vital Duarte assume o governo do estado no dia 22 de outubro até dia 5 de novembro de 1945.
Em 1946, elege-se mais uma vez deputado federal sendo eleito presidente da câmara de deputados, cargo para o qual até hoje nenhum outro paraibano foi eleito, por conta de sua formação humanística, sua reputação austera e por causa de um impasse gerado pela disputa entre as bancadas gaúcha, mineira e paulista.
Elegeu-se novamente para o cargo de deputado federal nas legislaturas de 1946 a 1951 e de 1951 a 1954, e em 1954 perdeu a eleição para o senado e em 1958 perdeu para deputado federal abandonando a política.

## Carreira Jurídica
Ele fica facilmente entre os dez paraibanos que mais se destacaram no Direito, ao lado de nomes como José Américo de Almeida, Epitácio Pessoa, Osvaldo Trigueiro, Luiz Raphael Mayer e Djacy de Oliveira Falcão. Tornou-se membro e parecerista do escritório Raul Silveira no Rio de Janeiro em 1965 e durante muitos anos foi consultor jurídico da Confederação Nacional do Comércio.
De 1967 a 1969 é eleito presidente da OAB - Ordem dos Advogados do Brasil em pleno regime militar. Sua gestão se pautou pelo fato de não se restringir ao puro e simples corporativismo que caracterizaram algumas presidências anteriores, tendo ido realmente à luta no sentido de tentativas de revogar prisões arbitrárias de advogados e de liberar escritórios de advocacia inescrupulosamente interditados. No período em que as atrocidades empregadas pela polícia para a contenção dos estudantes, em passeatas e em outras manifestações de protesto contra o regime militar, Samuel enviou mensagem em 25 de junho de 1968, para o presidente da república Costa e Silva e ao ministro da justiça Gama e Silva, em que protestava veementemente contra o acontecido.
Na terceira Conferência Nacional dos Advogados, que ocorreu no Recife em dezembro de 1968, a Ordem dos Advogados do Brasil afrontaria o maior dos dogmas da ditadura ao escolher como tema “o Estado Constitucional de Direito e a garantia dos direitos fundamentais da pessoa humana”.